# Sociedade Esportiva Palmeiras
La Sociedade Esportiva Palmeiras és un club de futbol brasiler de la ciutat de São Paulo a l'estat de São Paulo. Tradicionalment rep el suport dels descendents d'italians de la ciutat. La societat també té seccions de basquetbol, hoquei patins, futbol sala i voleibol entre d'altres.

## Història
El club fou fundat per Luigi Cervo, Vicenzo Ragognetti, Luigi Emanuele Marzo i Ezequiel Simone, quatre membres de la colònia italiana de la ciutat de São Paulo, el 26 d'agost de 1914 amb el nom de Società Sportiva Palestra Italia. La seva samarreta fou blanca amb una creu verda i vermella, símbol del casal de Savoia. Aquests colors, verd, blanc i vermell són els colors d'Itàlia.
El 14 de setembre de 1942, en plena Segona Guerra Mundial, el nom canviat per l'actual, perquè Brasil donà suport al bàndol aliat i la referència a Itàlia era prohibida per llei. L'actual uniforme és samarreta verda amb pantalons blancs. Diverses vegades ha utilitzat la samarreta vermella en l'uniforme suplent, i les dues ocasions va usar la samarreta blava com a homenatge a l'equip nacional italià, com igualment ara exhibeix en partits especials un uniforme commemoratiu amb la mateixa color. La seva principal modalitat esportiva és el futbol, com un dels clubs més guanyadors i rellevants del continent, a més d'estar entre els que tenen més aficionats del país. L'any 1951 guanyà la Copa Rio, reconeguda per la Fifa com la primera competició de clubs a nivell mundial. Ha obtingut la Copa Libertadores el 1999, 2020 i 2021.

## Palmarès
- 1 Copa Rio: 1951[5][6]
- 3 Copa Libertadores de América: 1999, 2020 i 2021[4]
- 1 Copa Mercosur: 1998
- 11 Campionats brasilers: 1960, 1967, 1967, 1969, 1972, 1973, 1993, 1994, 2016, 2018 i 2022 (rècord).[3][7]
- 2 Campionat brasiler de segona divisió: 2003 i 2013
- 4 Copa brasilera de futbol: 1998, 2012, 2015 i 2020
- 1 Copa dos Campeões: 2000
- 5 Torneig Rio-São Paulo: 1933, 1951, 1965, 1993 i 2000
- 27 Campionat paulista: 1920, 1926,1926, 1927, 1932, 1933, 1934, 1936,1938, 1940, 1942, 1944, 1947, 1950, 1959, 1963, 1966, 1972, 1974, 1976, 1993, 1994, 1996, 2008, 2020, 2022 i 2023

## Estadi

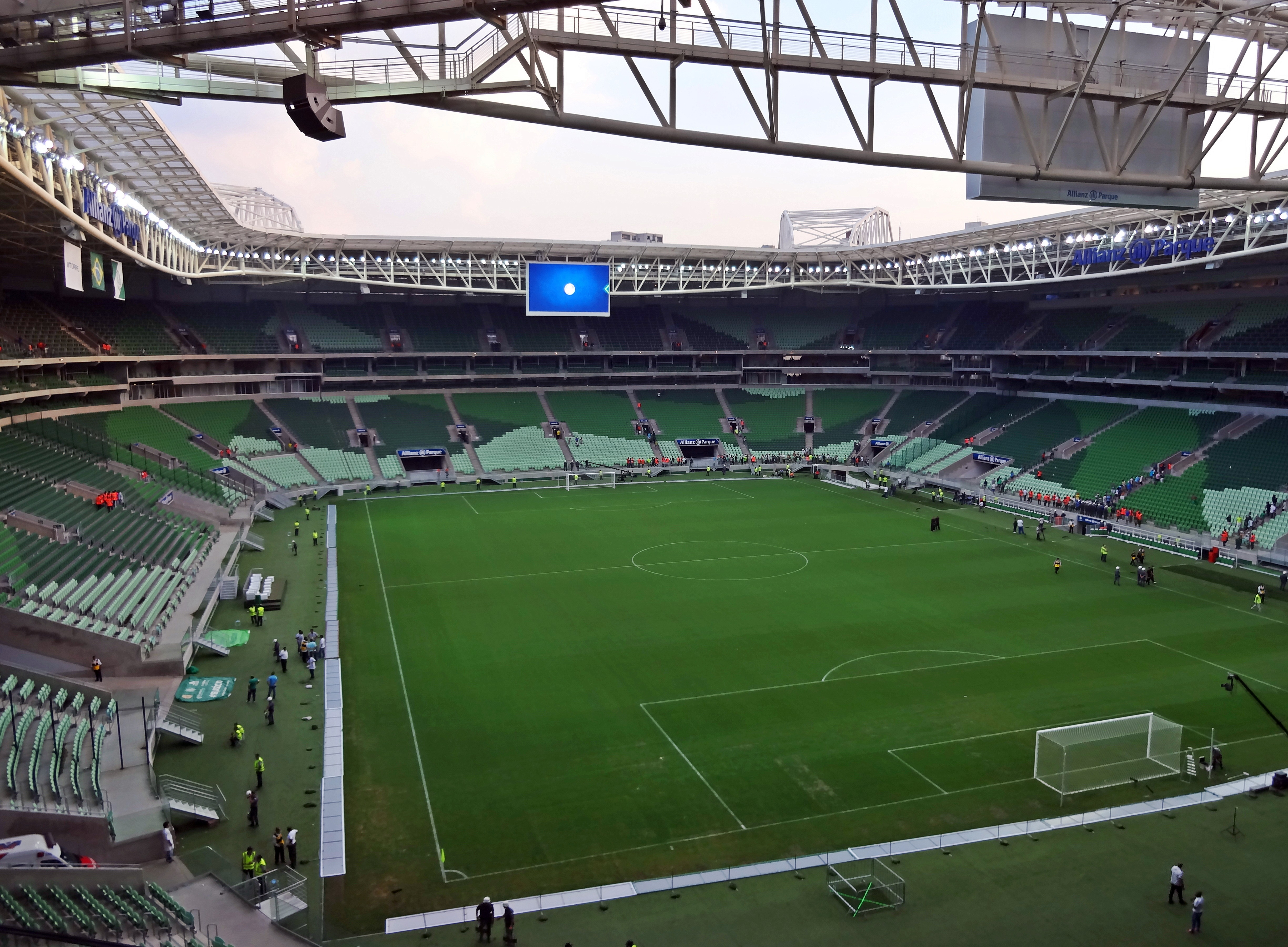
Allianz Parque

El Palmeiras juga els seus partits a l'Allianz Parque, amb capacitat de 43.713 espectadors, de cinc estrelles d'acord amb la qualificació de la UEFA, construït en el mateix terreny de l'anterior Estadi Palestra Italia. El nom va ser decidit per mitjà de votació al website de la constructora (W Torre) i rescata la tradició del Parque Antártica, com ja era conegut abans de la remodelació, pel fet d'haver estat construït en els terrenys de l'Antártica Paulista Company.

## Entrenadors destacats

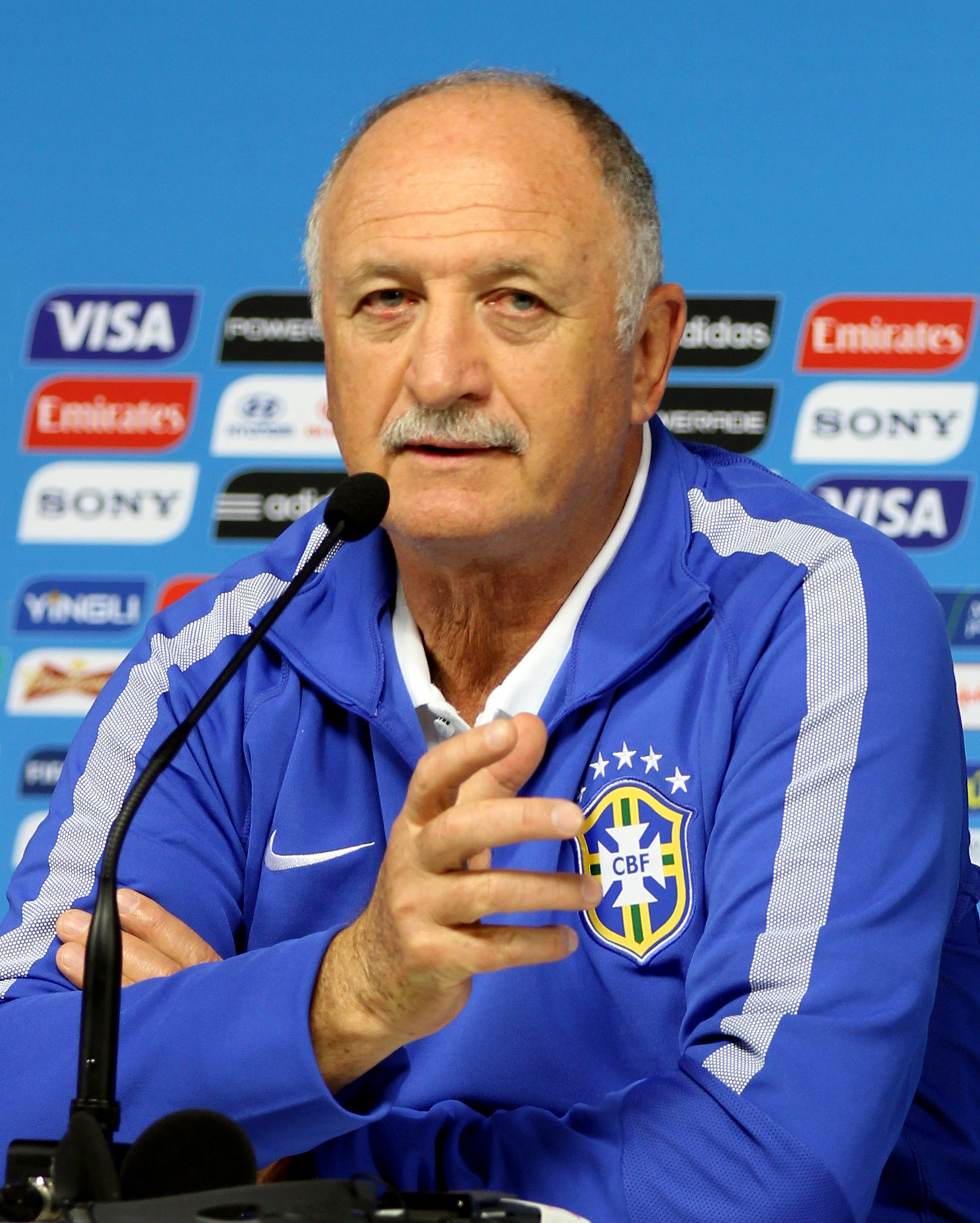
Luiz Felipe Scolari

- Luiz Felipe Scolari Luiz Felipe Scolari
- Vanderlei Luxemburgo
- Osvaldo Brandão
- Filpo Nuñez
- Telê Santana
- Mario Travaglini
- Rubens Minelli
- Jair Picerni
- Aymoré Moreira
- Dudu
- Nelsinho Baptista
- Émerson Leão
- Tite
- Marcelo Oliveira
- Cuca

## Jugadors destacats

### Futbol
- Ademir da Guia
- Alex
- Antônio Carlos
- Artime
- Faustino Asprilla
- Cafu
- César Sampaio
- César Maluco
- Chinesinho
- Djalma Santos
- Edilson
- Edmundo
- Edu Marangon
- Émerson Leão
- Euller
- Evair
- Félix
- Fernando Prass
- Galeano
- Carlos Gamarra
- Heitor
- Jair da Rosa Pinto
- Jorge Mendonça
- Jorge Valdívia
- Julinho
- Juninho
- Júnior
- Leivinha
- Luis Pereira
- Marcos
- Mazinho
- Mazzola
- Müller
- Oberdan Cattani
- Oséas
- Paulo Nunes
- Fredy Rincón
- Rivaldo
- Roberto Carlos
- Roque Junior
- Tupãzinho
- Valdir Joaquim de Moraes
- Vavá
- Veloso
- Zetti

### Basquetbol
- Leandro Barbosa
- Oscar Schmidt

## Presidents
- Ezequiel Simone (1914)
- Augusto Vaccaro (1915)
- Leonardo Pareto (1915)
- Ludovico Bacchiani (1916)
- Guido Farti (1917)
- Dulio Frugoli (1918)
- Valentino Sola (1918)
- Menotti Falchi (1919-1920)
- David Pichetti (1921-1922)
- Francisco De Vivo (1923-1924)
- Giuseppe Perrone (1925-1927)
- Eduardo Matarazzo (1928-1931)
- Dante Delmanto (1932-1934)
- Raphael Parisi (1934-1938)
- Ítalo Adami (1939-1940)
- João Minervino (1939-1940)
- Enrico de Martino (1939-1940)
- Ítalo Adami (1941-1944)
- Francisco Patti (1945-1946)
- Higino Pellegrini (1947-1948)
- Ferrúcio Sandoli (1949-1950)
- Mário Frugiuelle (1951-1952)
- Paschoal Walter Byron Giuliano (1953-1954)
- Mário Beni (1955-1958)
- Delfino Facchina (1959-1970)
- Paschoal Walter Byron Giuliano (1971-1976)
- Jordão Bruno Sacomani (1977-1978)
- Brício Pompeu Toledo (1977-1978)
- Delfino Facchina (1979-1980)
- Brício Pompeu Toledo (1981-1982)
- Paschoal Walter Byron Giuliano (1983-1984)
- Nélson Tadini Duque (1985-1988)
- Carlos Bernardo Facchina Nunes (1989-1992)
- Mustafá Contursi (1993-2005)
- Affonso Della Monica (2005-2008)
- Luiz Gonzaga de Mello Belluzzo (2008-2010)
- Arnaldo Tirone (2010-2012)
- Paulo Nobre (2012-2016)
- Mauricio Galiotte (2016–2021)
- Leila Pereira (des de 2021)[10]